# Traiguén Quino La Colmena Airport
Traiguén Quino La Colmena Airport är en flygplats i Chile.   Den ligger i provinsen Provincia de Malleco och regionen Región de la Araucanía, i den södra delen av landet, 600 km söder om huvudstaden Santiago de Chile. Traiguén Quino La Colmena Airport ligger 254 meter över havet.
Terrängen runt Traiguén Quino La Colmena Airport är huvudsakligen platt, men västerut är den kuperad. Närmaste större samhälle är Traiguén, 11,9 km nordväst om Traiguén Quino La Colmena Airport.
Trakten runt Traiguén Quino La Colmena Airport består till största delen av jordbruksmark. Runt Traiguén Quino La Colmena Airport är det glesbefolkat, med 15 invånare per kvadratkilometer.